# Tetrabasetest

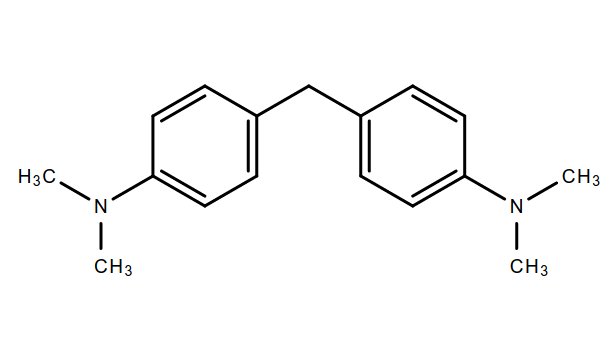
Molecuulstructuur van tetrabase.

Een tetrabasetest is een tweestapsreactietest die wordt gebruikt in een forensisch onderzoek om bloed of sporen van bloed aan te tonen. De test wordt uitgevoerd door twee stoffen te gebruiken: tetrabase en bariumperoxide of natriumperboraat die de peroxidase-activiteiten van hemoglobine in bloed aantonen. Dit houdt in dat peroxides, zoals in bariumperoxide, een binding tussen twee zuurstofatomen, wordt 'geknipt' door de peroxidase-activiteiten van hemoglobine. Doordat de peroxide een verbinding is aangegaan met de tetrabase en wordt toegevoegd aan het staal zal het worden 'geknipt' door de enzymen in hemoglobine wat functioneert als een katalysator, de tetrabasetest zal hierop blauw kleuren.

## Uitvoering
De test wordt in twee stappen uitgevoerd. Bij het monster wat moet worden getest wordt eerst een druppel tetrabase gepipetteerd dat een reactie aangaat met het monster. Hierna wordt een druppel bariumperoxide toegevoegd. Wanneer het monster hemoglobine bevat en reageert met de peroxide, zal de test blauw kleuren.

## Valspositief
De test geeft een valspositief met oxiderend metaal en schoonmaakmiddelen die hypochloriet bevatten. Een valspositief is echter goed te herkennen, doordat de kleur van de test verschilt.